# Phii mai jim fun
Phii mai jim fun (Thai: ผีไม้จิ้มฟัน, RTGS: phi mai-chim-fan, Aussprache: [pʰǐː-máːj-ʤîm-fan], wörtl.: Zahnstocher-Geist) ist eine thailändische Fantasie-Komödie von Piyapan Choopetch aus dem Jahr 2007. Sie behandelt eine leicht dramatische Wunscherfüllung mehrerer Hochschüler.

## Handlung
Ake, Whan, Don und Moe sind Hochschüler, welche sich sehr oft danebenbenehmen und gerne Unruhe stiften. Schule ist für sie nur eine Nebensache, auf die sie nur zu selten ihre Konzentration verwenden. Doch als die Aufnahmeprüfung für die weiterführende Stufe auf sie zukommt, möchten alle von ihnen diese bestehen. Als einzige Möglichkeit dieses Ziel zu erreichen, so sind sie sich alle einig, wollen sie den in der Nähe befindlichen heiligen Banyan-Baum für eine leichte zu absolvierende Prüfung anbeten. Dies tun sie schließlich. Als ihr Wunsch erfüllt wurde, geht die Gruppe wieder zum Baum zurück, um sich zu bedanken und ihr Gelübde einzulösen. Doch dort angekommen stellen sie fest, dass der heilige Banyan-Baum abgesägt wurde und zu Zahnstochern verarbeitet werden soll. Die Freunde werden sich von dem Schrecken schnell einig, dieses Geschehnis zu bekämpfen und möglichst viele Baumüberreste zu sammeln und somit zu retten.